# Aliança Justícia i Veritat
Aliança Justícia i Veritat (Alianţa Dreptate si Adevăr, DA) fou una coalició política de Romania formada el setembre de 2003 per a les eleccions legislatives romaneses de 2004 pel Partit Nacional Liberal (Partidul Naţional Liberal) i el Partit Demòcrata (Partidul Democrat).
La iniciativa fou del cap del PNL Valeriu Stoica basant-se en la col·laboració que ambdós partits tenien des de 2002. Van obtenir 3.191.546 vots (31,5%) i 112 escons (64 pel PNL i 48 pel PD) a la Cambra dels Diputats i 3.250.663 vots (31,8%) i 49 escons al Senat de Romania. Tot i que fou superada pels socialdemòcrates, el seu cap Călin Popescu-Tăriceanu fou nomenat primer ministre de Romania en un govern de coalició amb la UDMR i el Partit Humanista de Romania. Poc després el seu candidat Traian Băsescu fou escollit president de Romania a les eleccions presidencials romaneses de 2004.
La coalició de govern es va trencar quan el 2006 el Partit Conservador la va abandonar, i després de governar un any en minoria, l'abril del 2007 el Partit Democràtic va abandonar el govern. D'aquesta manera es trencà l'Aliança i a les eleccions legislatives romaneses de 2008 es presentaren ambdós partits per separat.